# Hahnenbach (Guldenbach)
Der Hahnenbach ist ein etwa 9,6 km langer, orographisch linker Nebenfluss des Guldenbaches in den rheinland-pfälzischen Landkreisen Mainz-Bingen und Bad Kreuznach.

## Geographie

### Verlauf
Der Hahnenbach entspringt auf einer Höhe von etwa 374 m ü. NHN im Landkreis Mainz-Bingen im Binger Wald etwas westlich des Wochenendgebietes „In der Hasselbach“ der Ortsgemeinde Waldalgesheim der Elisabethquelle. Der Bach läuft insgesamt südwärts,  wechselt bald in die offene Flur und zieht forthin in teils weit ausholenden Bögen seiner Mündung zu.
Er unterquert die K 38 Waldalgesheim–Warmsroth und dann die L 214 Waldalgesheim–Stromberg. Anschließend passiert er nah in dessen Westen das Gewerbegebiet von Waldalgesheim. Zwischen diesem Ort und Genheim mündet von Osten her der nur unbeständig wasserführende Bach Brückelchen. Genheim berührt er am östlichen Ortssaum unter dem bewaldeten Galgenberg an der linken Bachseite.
Danach holt er weit nach Osten aus, läuft dabei mittig durch Waldlaubersheim und unterquert gleich danach die dort zu ihrem Hunsrück-Anstieg ansetzende A 61. Auf dem letzten Teil dieses Bogens tangiert er ein großes, im Osten liegendes Waldgebiet und umfließt dessen westlichsten Ausläufer Schanzenhübel. Nun rechts nahe von der L 236 aus Waldlaubersheim begleitet, fließt er zuletzt südostwärts am etwas westlich liegenden Windesheim vorbei, unterquert zuletzt die Hunsrückquerbahn und dann die am linken Flussufer laufende L 242 Windesheim–Guldental, um schließlich auf 152 m ü. NHN von links zwischen den beiden Orten in den unteren Guldenbach zu münden.
Der etwa 9,6 km lange Lauf des Hahnenbachs endet ungefähr 222 Höhenmeter unterhalb seiner Quelle, er hat somit ein mittleres Sohlgefälle von circa 23 ‰.

### Zuflüsse
- Bach aus dem Wald Erbach (rechts), 0,9 km, 1,72 km²
- Bach vom Köpfchen (rechts), 1,4 km, 1,39 km²
- Das Brückelchen (rechts), 2,1 km, 1,84 km²
- Ackvas-Mühlenbach (rechts), 1,1 km, 1,14 km²